# Wilson Lumpkin
Wilson Lumpkin (Dan River, 1783. január 14. – Athens, 1870. december 28.) az Amerikai Egyesült Államok szenátora (Georgia, 1837–1841).